# Hrabstwo Rowan (Kentucky)
Hrabstwo Rowan – hrabstwo w USA, w stanie Kentucky. Według danych z 2010 roku, hrabstwo zamieszkiwały 23333 osoby. Siedzibą hrabstwa jest Morehead.

## Miasta
- Farmers (CDP)
- Lakeview Heights
- Morehead